# 華光儀器廠舊址
華光儀器廠舊址位於四川省華鎣市，文物遺址年代判定為1965-1990年。2012年7月16日公佈為第八批四川省文物保護單位。
華光儀器廠舊址位於四川省華鎣市天池鎮碼頭村天池湖南岸，系國家三線建設時期組建的軍工企業一一國營華光儀器廠〈三O八廠〉的廠部舊址。廠部始建於1965年，1990年遷至重慶北碚，歷時25年，現存大小廠舍近百棟，保存基本完整，多為磚混結構的現代建築，共占地483畝。
國營華光儀器廠舊址是三線工業遺產特定歷史時期的代表性產物之一，體現了中國光學儀器生產技術的發展過程。特別是該廠生產的珠江牌135單反相機鏡頭、SKB-S電影放映機寬銀幕鏡頭等產品，代表了中國照相機、電影放映機等生產技術進入了一個全新的、劃時代的科學技術領域，具有重要的歷史價值。2011年，華光儀器廠舊址被廣安市人民政府公佈為市級文物保護單位。